# 比利夫斯基胡托里
50°41′11″N 26°1′57″E / 50.68639°N 26.03250°E
比利夫斯基胡托里（烏克蘭語：Білівські Хутори），是烏克蘭西北部里夫内州里夫内区霍罗多克市镇的村落。始建於1910年，面積0.44平方公里，海拔高度235米，2001年人口133，人口密度每平方公里302.3人。